# Газлі – Нукус
Газлі — Нукус — газопровідна система в Узбекистані, споруджена для подачі блакитного палива з газового хабу Газлі до західної частини країни.

## Перша черга
Станом на початок 1990-х років поставки узбецького газу на захід країни могли здійснюватись через трубопроводи Бухара — Урал та САЦ І, які проектувались в часи існування СРСР передусім для траснпортування блакитного палива за межі Центральної Азії та без огляду на адміністративні кордони між республіками. В районі Сазакіно вони переходили на лівобережжя Амудар'ї, де мали кілька ділянок на території Туркменістану. Після розпаду СРСР в Узбекистані вирішили прокласти трубопровід Газлі — Нукус, який би дозволив забезпечити блакитним паливом мешканців правобережжя Амудар'ї та інтегрувати розташовані на узбецькій території ділянки газотранспортної системи.
В 1993 – 1997 роках спорудили трубопровід довжиною 251 км та діаметром 1220 мм, який відходив від траси Бухара – Урал/САЦ І в районі Саримай та далі прямував правобережжям. В районі Нукуса він переходив через Амудар'ю та приєднувася до Бухара – Урал.

## Друга черга
В 2000-х роках провели підсилення маршруту, що включало реалізацію двох проектів:
– трубопроводу Газлі — Саримай довжиною 159 км та діаметром 1220 км, який починається від газового хабу Газлі та був запущений в 2007 році;
– Газлі – Нукус ІІ, що має введені в 2004—2009 роках чотири ділянки загальною довжиною 250 км з тим саме діаметром 1220 мм.
В межах проекту Сумське НВО ім. Фрунзе спорудило дві компресорні станції — у початковому пункті маршруту (здійснює подачу в трубопровід ресурсу, отриманого із підземного сховища Газлі та газопроводу Каган – Газлі) та "Еліккала". 

## Перемичка до Ургенчу
В 2014 році почали будівництво перемички між Газлі – Нукус та Бухара – Урал, яка мала перетнути Амудар'ю в районі міста Ургенч. Таким чином, була б забезпечена подача газу до лівобережних районів Хорзмської оази в обхід території Туркменістану. Довжина перемички 75 км, діаметр 1020 мм. Для спорудження переходу під Амудар'єю завдовжки 850 метрів використали метод направленого буріння. Станом на червень 2016-го вже був виконаний значний обсяг робіт і завершення будівництва очікувалось восени того ж року.
З 2022-го великим споживачем блакитного палива в районі Ургенчу стала Янгіарицька ТЕС. 